# 斯氏棱鯷
斯氏棱鯷（学名：Thryssa scratchleyi）為輻鰭魚綱鲱形目鳀科的其中一種，分布於新幾內亞及澳洲北部的淡水、半鹹水水域，棲息深度可達50公尺，上頜短，僅達前鰓蓋;第一超關於第二三分之二的上頜前邊界，頸背或背後上部鰓裂沒有黑色斑點，臀鰭軟條35-42枚，體長可達40公分，棲息在溪流、河口、潟湖，可容忍鹽度較低的水域，屬肉食性，以甲殼類、小魚、昆蟲等為食，可做為食用魚。

## 擴展閱讀
維基物種上的相關：斯氏棱鯷